# Prezydenci i burmistrzowie Gniezna
Prezydenci i burmistrzowie Gniezna – lista prezydentów i burmistrzów Gniezna.

## Zarys instytucji burmistrza i prezydenta miasta
Źródła podają, że w Gnieźnie pierwszego burmistrza wybrano w 1371. Do roku 1836 zgodnie z obowiązującym ustawodawstwem, jeszcze z czasów Księstwa Warszawskiego, w zaborze pruskim burmistrzowie pochodzili z nominacji landrata, lub rejencji, kolejni byli już wybierani spośród członków magistratu. Po odzyskaniu niepodległości Konstytucja marcowa z 1921 wstępnie regulowała zasadę wyboru dokonywaną przez Radę Miasta, oraz nadzór wyboru kandydata przez administrację rządową (musiał być zatwierdzony przez Ministra Spraw Wewnętrznych). Ustawą Scaleniową z 1933 ostatecznie określono prawo do urzędu Prezydenta Miasta, oraz pięcioletnią kadencyjność. Krótko po II wojnie samorządy działały według Konstytucji marcowej z 1921, ale w 1950 kierując się dekretem PKWN i wzorem radzieckim, Ustawą zlikwidowano urzędy: wojewody, starosty, prezydenta, burmistrza, wójta – obowiązki tych organów przejęły Prezydia Rad Narodowych. Reforma administracyjna kraju w 1975 przywróciła zlikwidowane urzędy. Urząd prezydenta, ponownie powstał w miastach powyżej 50 tys. mieszkańców lub będących siedzibą województwa. Rady narodowe przetrwały do lat 90 XX wieku, a funkcja prezydenta miasta została zachowana choć w rzeczywistości byli przewodniczącymi zarządu gminy, wybieranymi przez rady. Od roku 2002 prezydenci miast pochodzą z wyborów powszechnych.
Obecny prezydent Gniezna urząd objął zgodnie z zapisami ustawy z 1990 roku, po zwołaniu przez komisarza wyborczego sesji rady miasta, podczas której wręczono zaświadczenie o wyborze, oraz złożeniu przez prezydenta ślubowania.
| Lp. | imię nazwisko                               | rodzaj wyboru                          | lata urzędowania                       | uwagi |
| --- | ------------------------------------------- | -------------------------------------- | -------------------------------------- | --- |
| 1   | Prieve                                      | mianowany                              | 1795-1807                              | burmistrz |
| 2   | Andrzej Gryzyngier                          | mianowany                              | 1807-1809                              | burmistrz |
| 3   | Józef Rokossowski                           | mianowany                              | 1809-1811                              | burmistrz |
| 4   | Franciszek Kłossowski                       | mianowany                              | 1812-1816                              | burmistrz |
| 5   | Józef Gramse                                | mianowany                              | 1816-1819                              | burmistrz |
| 6   | Jan von Zembrzuski                          | mianowany – wybór magistratu           | 1821-1831 1836-1852                    | burmistrz |
| 7   | Franz Xavier Machatius                      | mianowany (magistrat)                  | 1852-1895                              | burmistrz od 1888 – nadburmistrz |
| 8   | Georg Leopold Roll                          | mianowany (magistrat)                  | 1896-1897                              | burmistrz |
| 9   | Emil Schwindt (ur. 1 grudnia 1860 zm. 1907) | mianowany (magistrat)                  | 1897-1904                              | burmistrz komisaryczny, burmistrz |
| 10  | ? Schmidt                                   | mianowany (magistrat)                  | 1905                                   | burmistrz |
| 11  | Heinrich Schoppen                           | mianowany (magistrat)                  | 1905-1914                              | burmistrz – od 1912 nadburmistrz |
| 12  | Heinrich Nollner                            | mianowany (magistrat)                  | 1914-1919                              | burmistrz – od 1917 nadburmistrz |
| 13  | Zygmunt Rabski                              | mianowany (magistrat)                  | 1919                                   | burmistrz |
| 14  | Paweł Kempka                                | mianowany (magistrat)                  | 1919-1920                              | burmistrz komisaryczny |
| 15  | Ludwik Hełmski                              | mianowany (magistrat)                  | 1920-1922                              | burmistrz |
| 16  | Maksymilian Hensel                          | –                                      | 1922-1924                              | drugi burmistrz pełnił obowiązki burmistrza |
| 17  | Leon Barciszewski                           | rada miasta                            | 16 października 1924 – 10 grudnia 1932 | burmistrz – faktycznie urząd objął 10 marca 1925 – po wydzieleniu, 1 lipca 1925, miasta Gniezna z powiatu ziemskego – prezydent                           |
| 18  | Edmund Lauterer                             | dekretem MSW                           | październik 1933-1934                  | prezydent komisaryczny. Rada miasta wybrała gnieźnieńskiego adwokata Kazimierza Perża, jednak nie uzyskał wymaganego zatwierdzenia Min.Spraw Wewnętrznych |
| 19  | Julian Suski                                | dekretem MSW                           | 1934                                   | prezydent komisaryczny |
| 20  | Stanisław Wrzaliński                        | dekretem MSW                           | 1934-1936                              | prezydent tymczasowy Rada Miasta wybrała dr med. Pawła Piechaczka jednak minister nie zatwierdził kandydata                                               |
| 21  | Edmund Maćkowiak                            | rada miasta                            | 1936-1939                              | prezydent |
| 22  | Julius Theodor Lorenzen                     | decyzja niemieckich władz okupacyjnych | 1940-1945                              | nadburmistrz (Oberbürgermeister) |
| 23  | Czesław Kończak                             | rada miasta                            | 1945                                   | prezydent |
| 24  | Bronisław Kubacki                           | rada miasta                            | 1945-1947                              | prezydent |
| 25  | Henryk Nastręt                              | rada miasta                            | 1947                                   | prezydent |
| 26  | Wojciech Wydra-Nawrocki                     | rada miasta                            | 1947-1950                              | prezydent |
| 27  | Zbigniew Kaszuba                            | mianowany – z wyboru rady narodowej    | 1975-1980                              | prezydent |
| 28  | Henryk Jasiński                             | mianowany (rada narodowa)              | 1981-1983                              | prezydent |
| 29  | Marian Górny                                | mianowany (rada narodowa)              | 1983-1990                              | prezydent |
| 30  | Bogdan Trepiński                            | mianowany – z wyboru rady miasta       | 1990-2002                              | prezydent |
| 31  | Jaromir Dziel                               | z wyboru powszechnego                  | 2002-2006                              | prezydent |
| 32  | Jacek Wojciech Kowalski                     | z wyboru powszechnego                  | 2006-2014                              | prezydent |
| 33  | Tomasz Jakub Budasz                         | z wyboru powszechnego                  | 2014-2024                              | prezydent |
| 34  | Michał Powałowski                           | z wyboru powszechnego                  | kwiecień 2024                          | prezydent |